# David Harold Byrd
David Harold „Dry Hole“ Byrd (24. April 1900 in Detroit, Texas; † 14. September 1986 in Dallas, Texas) war ein US-amerikanischer Ölunternehmer aus Texas, der die Civil Air Patrol mitbegründete. Er war auch der Eigentümer des Texas School Book Depository, von dem aus Lee Harvey Oswald 1963 das Attentat auf John F. Kennedy verübte. 

## Leben
Bryd war das jüngste von acht Kindern von Edward Bryd und seiner Frau Mary Byrd (geborene Easley) und wuchs in Texas und Oklahoma auf. Byrds Cousin, der Polarforscher Richard E. Byrd, benannte später die Harold Byrd Mountains in der Antarktis nach ihm. Im Jahr 1917 besuchte er die Trinity University und er studierte von 1919 bis 1921 Geologie an der University of Texas. In der Sommerzeit arbeitete auf einer Bohrinsel in Santa Anna. Nach seinem Studium arbeitete er für die Old Dominion Oil Company of San Antonio, bevor er sich im folgenden Jahr selbständig machte. Er war an zahlreichen Bohrungen beteiligt, bevor er im Mai 1928 auf ein großes Ölfeld stieß, welches ihn reich machte. Byrd ging eine Geschäftspartnerschaft mit Jack Frost ein und gründete 1931 Firma Byrd-Frost Incorporated. Das neue Unternehmen betrieb Bohrlöcher in Osttexas, die durchschnittlich 4.000 Barrel pro Tag produzierten. In den 1930er Jahren erwarb er Immobilien, darunter das Gebäude des Texas School Book Depository in Dallas. Neben dem Ölgeschäft begeisterte sich Byrd auch für die Luftfahrt. 1938 ernannte ihn Gouverneur James Allred zum Mitglied der Texas Civil Aeronautics Commission. Im September 1941 gründete er die Civil Air Patrol. Während des Zweiten Weltkriegs leitete Byrd einen U-Boot-Stützpunkt für die Civil Air Patrol in Beaumont. Bryd etablierte auch gute Kontakte in die texanische Politik und war ein Vertrauter des texanischen Demokraten Lyndon B. Johnson. Er hatte gute Kontakte zu rechtsgerichteten Unternehmern aus Texas und bezeichnete Gewerkschaften als "schrecklichen Krebs".
Im Jahr 1944 gründete Byrd die Byrd Oil Corporation und die B-H Drilling Corporation. Bryd Oil wurde später durch Mobil übernommen. 1952 gründete Byrd die Three States Natural Gas Company, die er später an Delhi-Taylor verkaufte. Er nutzte das Geld, um in die Flugzeugproduktion zu investieren. Er war Investor von Temco Aircraft, das 1961 mit dem Elektronikunternehmen seines Freundes James Ling und dem Flugzeughersteller Chance Vought Corporation zur Ling-Temco-Vought (LTV) fusionierte. Als Lee Harvey Oswald am 22. November 1963 in Dallas von dem Gebäude des Texas School Book Depository den Präsidenten John F. Kennedy erschoss, befand sich Byrd grade auf einer zweimonatigen Safari in Afrika. Die verschiedenen Verbindungen von Byrd wurden später von Vertretern von Verschwörungstheorien aufgegriffen. So war Byrd Mitglied im Dallas Petroleum Club, wo er den Oswald-Vertrauten George de Mohrenschildt kennengelernt haben soll. Über Civil Air Patrol soll er auch David Ferrie gekannt haben, gegen den später wegen des Attentats auf John F. Kennedy ermittelt wurde. Nach Kennedy Tod wurde sein Vize Lyndon B. Johnson neuer Präsident, ein Freund von Bryd. Dieser verschaffte seinem Luftunternehmen Ling-Temco-Vought im Februar 1964 einen Großauftrag zum Bau der A-7 Corsair II.
Byrd veröffentlichte im 1978 seine Biografie mit dem Namen I'm an Endangered Species. Er starb am 14. September 1986 in Dallas. Byrd hinterließ zwei Söhne aus seiner ersten Ehe. 

## Veröffentlichungen
- I'm an Endangered Species: The Autobiography of a Free Enterpriser, Pacesetter Press, 1978, ISBN 978-0884152583